# Giuseppe Damiani Almeyda
Giuseppe Damiani Almeyda (Capoue, 10 février 1834 - Palerme, 31 janvier 1911) est un ingénieur et architecte italien.

## Biographie

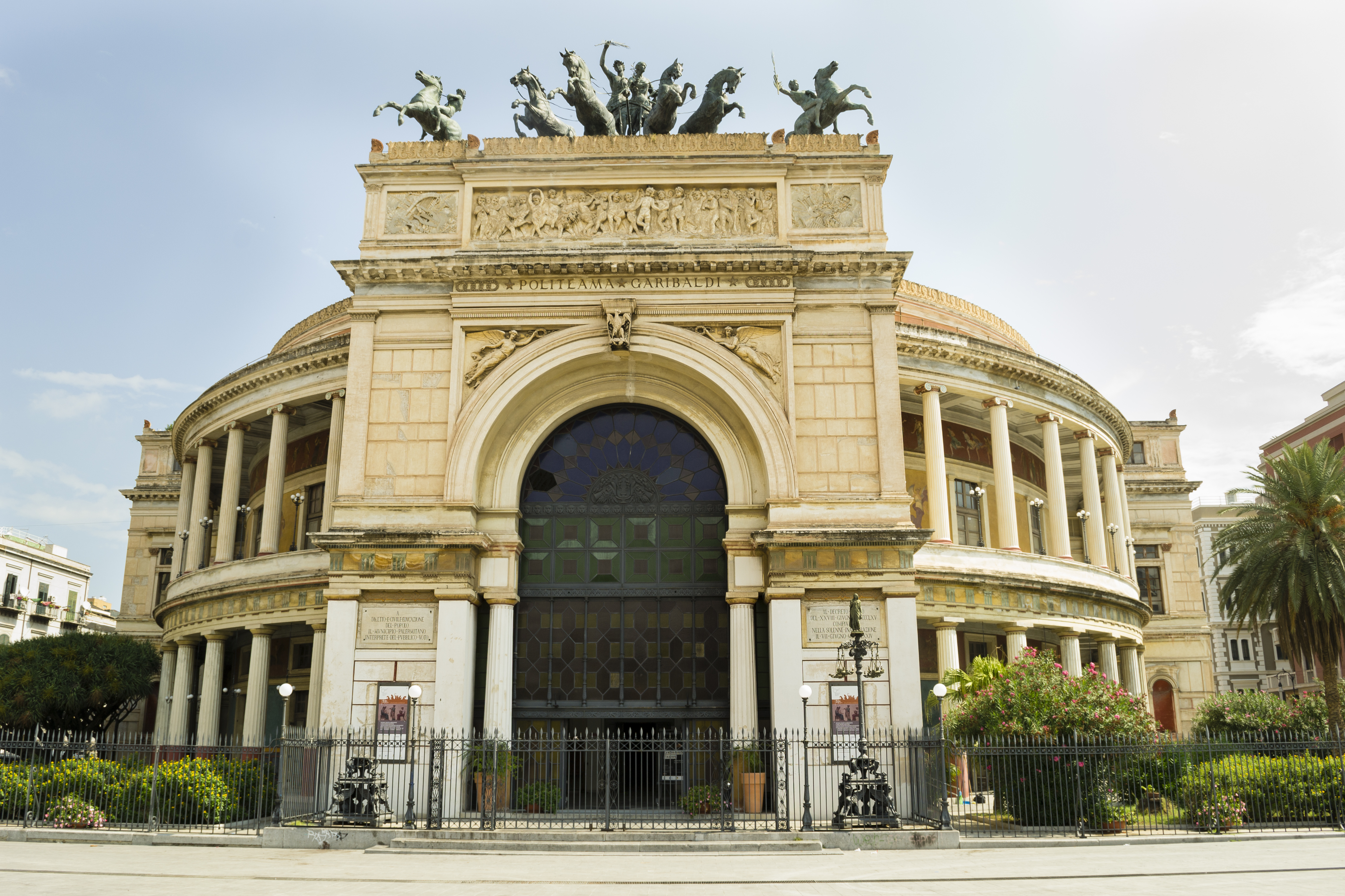
Thêatre Politeama à Palerme

Il est le fils de Felice Damiani, appartenant à une famille noble de Palerme, colonel de l'armée des Deux-Siciles et de Maria Carolina Almeyda, une femme noble d'origine portugaise (dont le père, Don Nicola Almeyda, était précepteur et maître de chasse de Ferdinando di Borbone, elle portait le nom de sa marraine, la reine Marie-Caroline). Il a pris des cours de peinture avec Giuseppe Mancinelli, dont il a ensuite épousé la fille Eleonora. De cette union naquit l'écrivain Angelina Damiani Lanza. Il est entré à l'école des ponts et chaussées de Naples et en 1859, il obtint le titre d'ingénieur des ponts et des routes.
En 1861, conformément à la règle alors en vigueur de faire travailler tout le monde dans sa région d'origine, il est nommé à l'Office des ponts et chaussées de Palerme (comme on appelait à l'époque le génie civil actuel), puis devint ingénieur de la ville de Palerme.
Giuseppe Damiani Almeyda était bon dessinateur et utilisait beaucoup la couleur et le polychrome. À l'époque, la polychromie a été redécouverte dans des œuvres anciennes, notamment en 1850 dans les temples grecs. Il a porté une grande attention au classicisme, sans toutefois négliger les nouveaux matériaux utilisés au XIXe siècle, en particulier le fer qu'il utilisera souvent. Parmi ses œuvres figurent le théâtre Politeama Garibaldi de Palerme et la villa Florio à Favignana.
Il a été conférencier ordinaire à la chaire de conception ornée de l'École d'applications pour ingénieurs de l'Université de Palerme. Il a enseigné à plusieurs générations d'architectes de Palerme. Il eut comme élève et professeur adjoint Francesco Paolo Palazzotto de 1882 à 1889, qui se retira en raison d'un engagement excessif en faveur de la profession libre. Antonio Zanca lui a succédé à la présidence, à sa mort en 1911. Il est enterré dans le cimetière de Sant'Orsola à Palerme.
La grande salle des Archives historiques municipales de Palerme, conçue par lui, un lycée et une rue de Palerme (près de la Villa Trabia) portent son nom.
Le patrimoine privé composé de dessins, documents, livres, instruments de dessin, divers tableaux et autres objets est conservé dans ses archives, gardées par ses descendants, sous la protection de la Surintendance archivistique de la Sicile. Les archives sont dans une phase avancée de réaménagement.

## Bibliografia
- Anna Maria Fundarò, Il concorso per il Teatro Massimo di Palermo - Storia e Progettazione, Palerme 1974.
- Anna Maria Fundarò, Palermo 1860-1880: Una analisi urbana attraverso progetti ed architetture di Giuseppe Damiani Almeyda, Palermo, STASS, 1974.
- Anna Maria Fundarò, Giuseppe Damiani Almeyda, architetto mediterraneo ed europeo, Palerme, Ariete, 1992. ("Kalòs. Maestri siciliani", 18)
- Anna Maria Fundarò, Giuseppe Damiani Almeyda. Tre architetture tra cronaca e storia, Palerme, Flaccovio Editore, 1999.  (ISBN 88-7804-168-8)
- Rosanna Pirajno, Mario Damiani e Paola Barbera, Giuseppe Damiani Almeyda. Una vita per l'architettura tra insegnamento e professione, Palermo Fondazione Salvare Palermo, 2008.  (ISBN 978-88-95964-01-0) ("Conoscere e tutelare", 11)
- Paola Barbera, Giuseppe Damiani Almeyda, artista architetto ingegnere, Pielle. Promolibri Edizioni, Palerme 2008